# Жигулянка
Жигулянка (біл. Жыгулянка, у нижній течії називається Дорогобуж) — річка, ліва притока Ясельди.
Річка протікає на території Івацевицького і Березівського районів Берестейської області Білорусі, через озеро Чорне. Довжина 44 км. Долина і заплава не виражені. Русло каналізоване. Водозбір 595 км².